# دهستان تولم
دهستان تولم نام دهستانی در بخش تولم شهرستان صومعه‌سرا، استان گیلان در ایران است. براساس سرشماری مرکز آمار ایران در سال ۱۳۸۵، جمعیت آن ۹۴۵۱ نفر (۲۵۹۷ خانوار) بوده‌است.